# Więcki (województwo warmińsko-mazurskie)
Więcki (niem. Wenzken) – wieś w Polsce położona w województwie warmińsko-mazurskim, w powiecie węgorzewskim, w gminie Budry.
W latach 1975–1998 miejscowość należała administracyjnie do województwa suwalskiego.
Do sołectwa Więcki należą miejscowości: Więcki, Pietrele i Droglewo.

## Historia
Wieś została założona w roku 1562. W tym czasie posiadaczem większej posiadłości był tu Więckowicz. Od jego nazwiska pochodzi nazwa wsi. W roku 1600 we wsi był sołtys, 29 chłopów i kowal.
W roku 1710 zmarło tu na dżumę 139 osób.
Szkoła w Więckach założona została w roku 1741. W 1852 r. było w niej 84 uczniów, a w 1935 r. 102 uczniów i dwóch nauczycieli.

## Zabytki
Do wojewódzkiego rejestru zabytków wpisane są obiekty:
- zespół pałacowy, 1 poł. XIX:
  - pałac, klasycystyczny w stylu wiktoriańskim, piętrowy, na planie wydłużonego prostokąta, część centralna zaakcentowana attykami z krenelażem, w narożach sterczyny[5].
  - pozostałości parku